# Claudio Mancini (politico)
Claudio Mancini (Roma, 22 febbraio 1969) è un politico italiano, dal 23 marzo 2018 deputato alla Camera per il  Partito Democratico.

## Biografia
Nato il 22 febbraio 1969 a Roma, cresciuto nel quartiere Gianicolense, dipendente d'azienda nel settore privato, inizia la sua attività politica nel Partito Comunista Italiano (PCI), con il quale alle elezioni amministrative del 1989 viene eletto consigliere del Municipio Roma XVI, divenendone il capogruppo PCI nel Municipio.
In seguito allo scioglimento del PCI con la svolta della Bolognina di Achille Occhetto nel 1991, aderisce alla nascita del post-comunista Partito Democratico della Sinistra (PDS), con cui alle successive amministrative del 1993 venne riconfermato consigliere municipale, di cui nel 1994 diventa presidente del Municipio Roma XVI del PDS.
Nel 1998 aderisce alla svolta di Massimo D'Alema dal PDS ai Democratici di Sinistra (DS), per unificare il PDS con altre forze della sinistra italiana e "ammainare" definitivamente il simbolo falce e martello in favore della rosa socialdemocratica, dove ricoprì numerosi incarichi nei quadri DS (funzionario della federazione romana e coordinatore della segreteria, funzionario del Comitato Regionale, Responsabile Enti Locali).

### Consigliere regionale
Alle elezioni regionali nel Lazio del 2005 si candida con la lista Uniti nell'Ulivo, a sostegno come candidato presidente del giornalista Rai Piero Marrazzo, venendo eletto nella circoscrizione di Roma con 15.922 preferenze in consiglio regionale del Lazio, dov'è stato presidente della Commissione Bilancio.
Alle elezioni politiche del 2006 viene candidato alla Camera dei deputati, tra le liste dell'Ulivo (lista che univa i DS con La Margherita di Francesco Rutelli) nella circoscrizione Lazio 1, non risultando però eletto.
Nel 2007 aderisce al neonato Partito Democratico (PD), nelle cui liste è stato rieletto consigliere regionale alle elezioni regionali nel Lazio del 2010 con 15.493 preferenze, rimanendo in carica fino al 2013. Durante la consiliatura è stato assessore allo Sviluppo Economico, Ricerca, Innovazione e Turismo della Regione Lazio all'interno della giunta di centrosinistra presieduta da Piero Marrazzo.

### Elezione a deputato
Alle elezioni politiche del 2018 viene candidato alla Camera dei deputati, tra le liste del Partito Democratico come capolista nel collegio plurinominale Lazio 2 - 02, venendo eletto deputato. Nella XVIII legislatura della Repubblica è stato membro e segretario della 6ª Commissione Finanze, componente della 5ª Commissione Bilancio, tesoro e programmazione, e, brevemente, della 10ª Commissione Attività produttive, commercio e turismo ed, infine, membro e capogruppo per il PD nella Commissione parlamentare d'inchiesta sul sistema bancario e finanziario.
Nel 2018 si candida a segretario regionale del PD nel Lazio, ma verrà sconfitto dal senatore PD Bruno Astorre. A novembre 2019 diventa tesoriere della federazione del PD di Roma.
Durante il secondo governo presieduto da Giuseppe Conte tra PD e Movimento 5 Stelle, ricoprì l'incarico di consigliere del Ministro dell'economia e delle finanze Roberto Gualtieri.

### Rielezione alla Camera
Alle elezioni politiche anticipate del 2022 viene ricandidato alla Camera nel collegio uninominale Lazio 1 - 06 (Roma - Municipio XI), sostenuta dalla coalizione di centro-sinistra in quota Partito Democratico - Italia Democratica e Progressista (PD-IDP), oltreché come capolista della lista PD-IDP nel collegio plurinominale Lazio 1 - 03; nell'uninominale ottiene il 32,18% dei voti e viene sconfitto dal candidato della coalizione di centro-destra, in quota Fratelli d'Italia, Luciano Ciocchetti (38,51%), mentre nel plurinominale viene rieletto deputato.

## Vita privata
È sposato con la filosofa dell'Università La Sapienza di Roma Fabrizia Giuliani, deputata alla Camera del Partito Democratico dal 15 marzo 2013 al 22 marzo 2018.